# Bakerabadski most (Teheranska pokrajina)
Bakerabadski most (perz. پل باقر آباد; Pol-e Bakerabad) je lučni most u iranskom gradiću Bakerabadu (ili Bakeršaheru) u Teheranskoj pokrajini, oko 25 km jugoistočno od Teherana odnosno 10 km sjeverozapadno od Varamina. Jedan je od osam gradskih mostova, premošćuje rijeku Džadž-Rud i datira ga se u kadžarsko razdoblje odnosno 19. stoljeće. Korišteni građevinski materijali uključuju opeke (5/4 x 20 x 20 cm) i vapnenački kamen, a naknadno je ojačan i betonom. Zbog jačanja Džadž-Rudovog vodostaja tijekom proljetnih poplava koji k mostu pritječe s istoka, zapadna strana mosta ojačana je dvama poprečnim pilonima širine 70 cm. Najveći raspon iznosi 11 m, širina približno 7,0 m, a visina od dna korita rijeke 8,0 m (6,0 m svijetle visine). Most se proteže u smjeru sjeverozapad−jugoistok ukupnom duljinom od 55 m i do druge polovice 20. stoljeća korišten je za motorna vozila čineći sastavni dio ceste Teheran−Varamin, no izgradnjom novog mosta udaljenog približno 10 m zapadno prenamijenjen je i danas služi isključivo za pješački promet povezujući dvije parkovne površine. U suvremenoj povijesti most je ostao upamćen po masakru prosvjednika kojeg su 5. lipnja 1963. (15. hordad 1342. AP) provele snage Pahlavijevog režima, zbog čega se građevinu ponekad naziva Mostom 15. hordada.

## Poveznice
- Popis mostova u Iranu

## Vanjske poveznice
- (perz.) ICHTO (2013.): پل باقرآباد[neaktivna poveznica], Tehran: Iranian Cultural Heritage and Tourism Organization, pristupljeno 3. travnja 2013.
- (perz.) Varamin City (3. rujna 2011.): پل باقر آباد  Arhivirana inačica izvorne stranice od 14. ožujka 2021. (Wayback Machine), pristupljeno 3. travnja 2013.
- (perz.) Mehr News (5. lipnja 2011.): قتلگاه شهدای 15 خرداد 42 در پل باقرآباد گلباران شد[neaktivna poveznica], Tehran: Mehr News Agency, pristupljeno 3. travnja 2013.

Sestrinski projekti
|  | Zajednički poslužitelj ima još gradiva o temi Bakerabadski most |